# Asperula brachyphylla
Asperula brachyphylla är en måreväxtart som beskrevs av Trigas och Gregoris Iatroú. Asperula brachyphylla ingår i släktet färgmåror, och familjen måreväxter. Inga underarter finns listade i Catalogue of Life.